# Olga Knoblach-Wolff

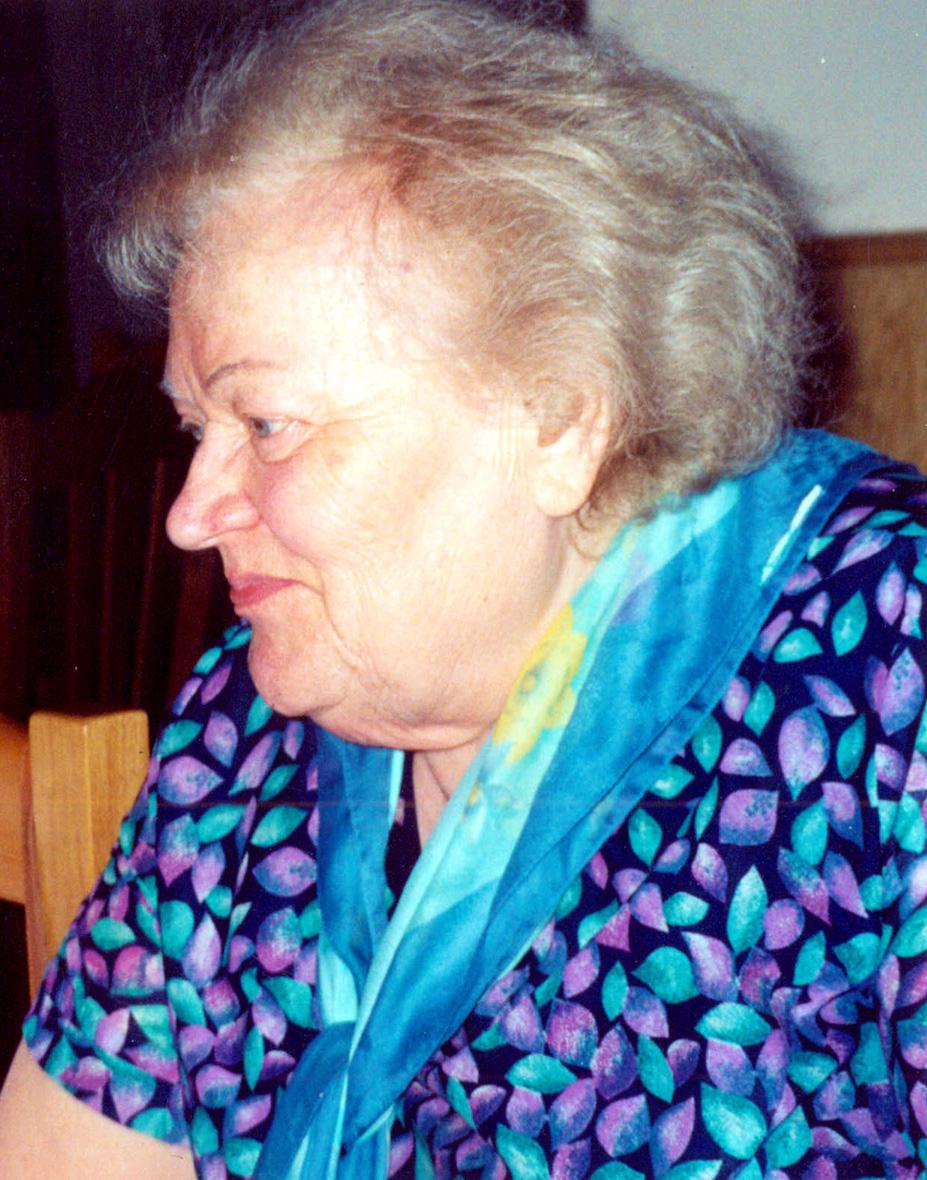
Olga Knoblach-Wolff, 1999

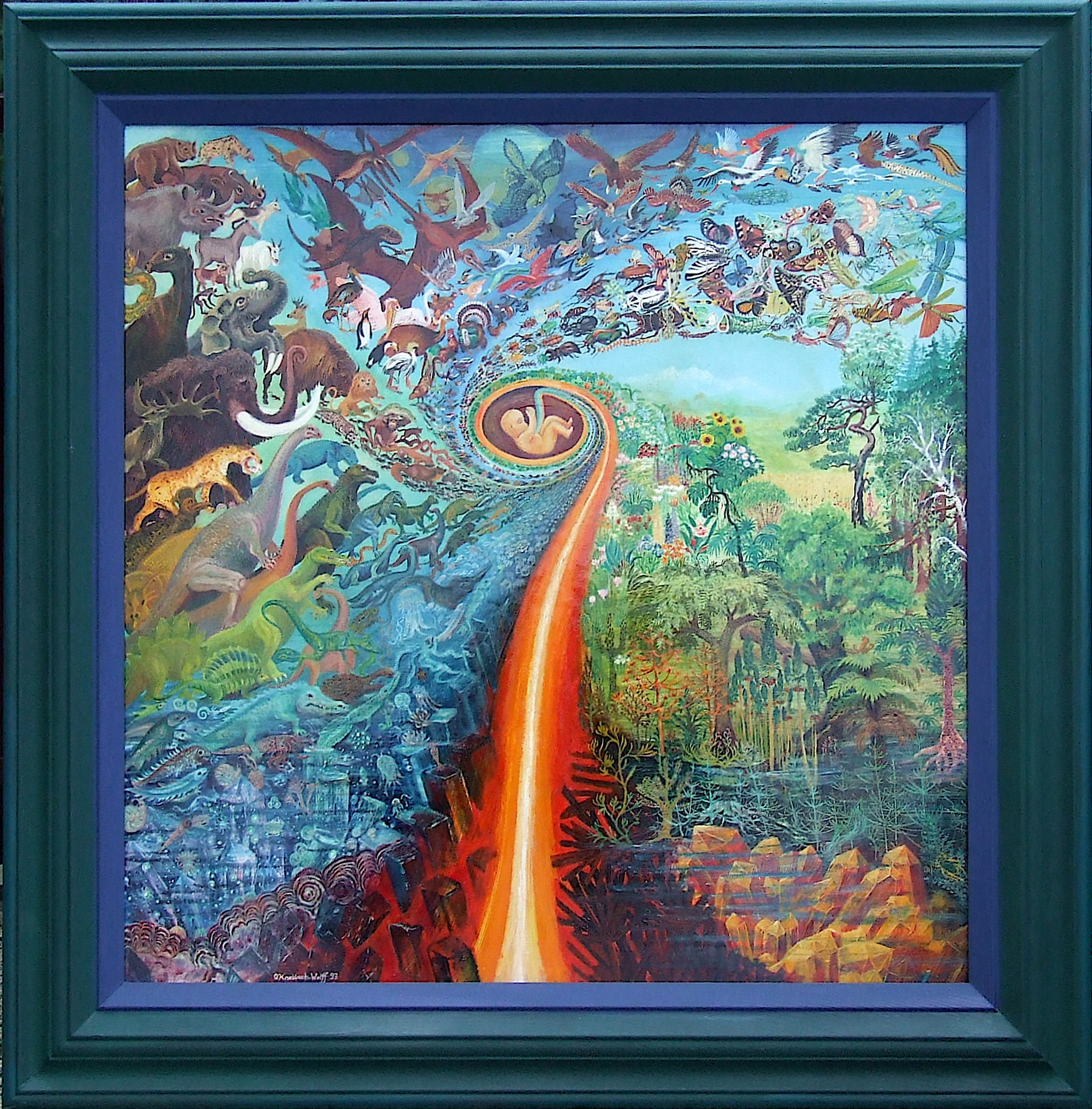
Evolution, Format 100 × 100 cm

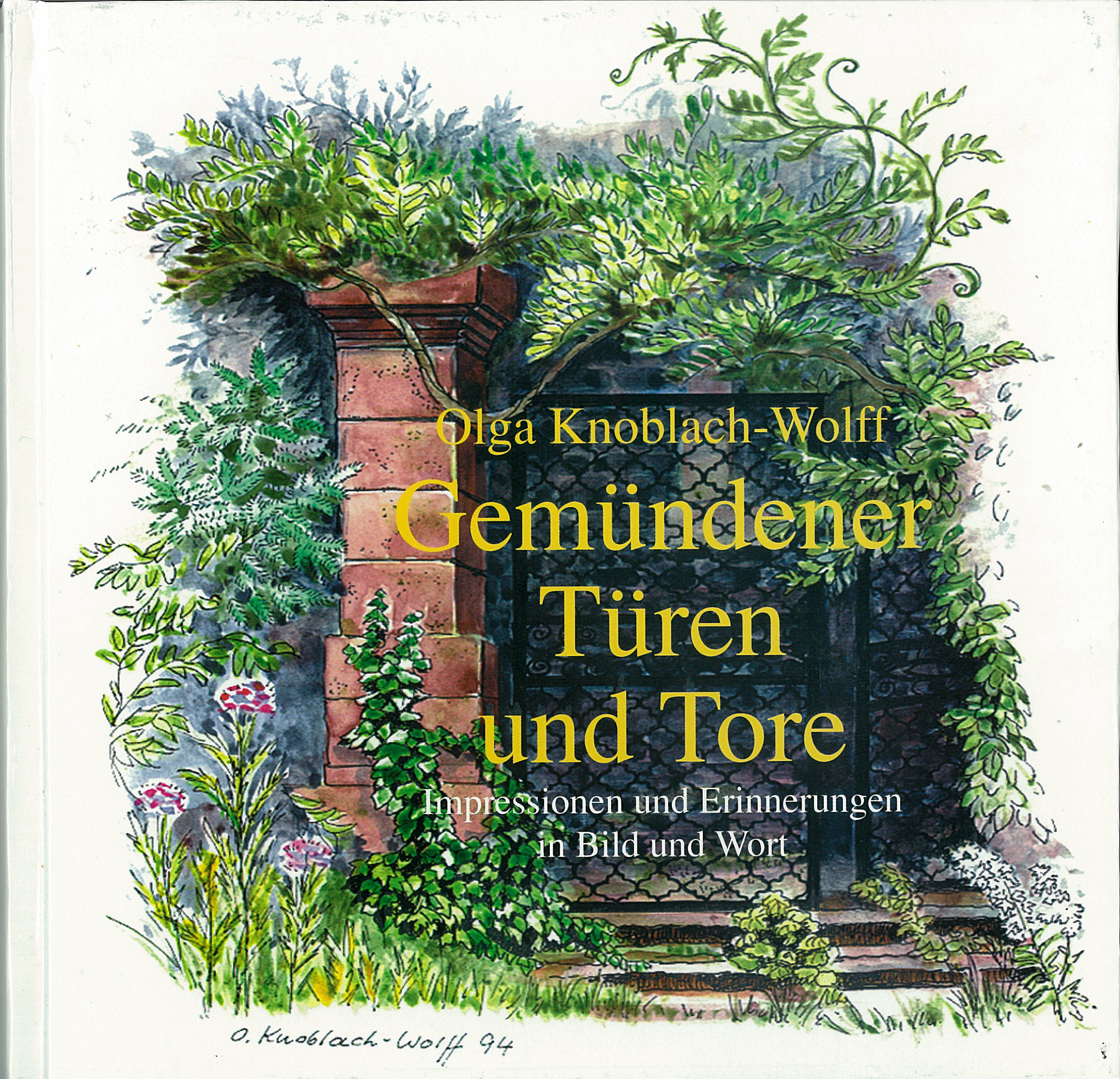
Gemündener Türen und Tore, in Bild und Wort ihr Werk, 1994

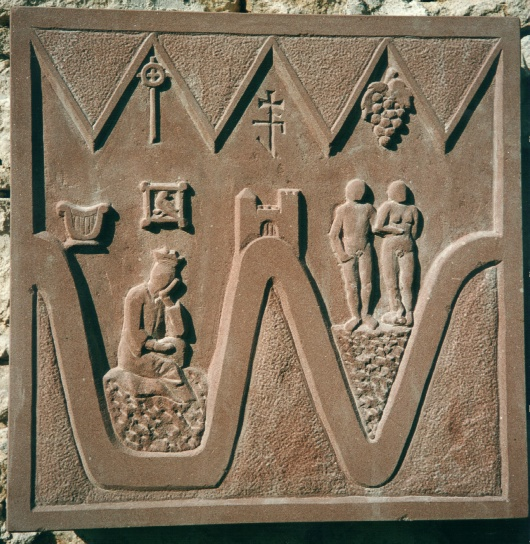
Europa-Wand Kaisersteinbruch, Entwurf der Reliefplatte für Deutschland 1998

Olga Lilli Wolff (* 9. Juni 1923 auf einem Obstgut in Ansbach, Mittelfranken; † 11. Juli 2008 in Lohr am Main) war eine deutsche Malerin, Grafikerin und Schriftstellerin. Die ständige Verbindung des Menschen mit der überirdischen Welt hat Olga Knoblach-Wolff in ihrem Leben zu berücksichtigen und darzustellen versucht.

## Leben
Olga Lilli Wolffs Familie übersiedelte 1933 nach Gemünden. Nach der Grundschule lernte sie in der Haustöchterschule von Würzburg und bei den Franziskanerinnen in Lohr. „Wenn du bei uns bleibst, darfst du immerzu malen“, wurde ihr beschieden – aber sie wollte keine Nonne werden.

### Beginn in der Würzburger Kunstschule
Ihr Weg begann in der Würzburger Kunstschule bei Heiner Dikreiter, der nächste Schritt wäre die Kunstakademie in München gewesen, aber der Vater akzeptierte den künstlerischen Weg nicht und forderte von ihr, Technischer Zeichner zu lernen.
Olga Wolffs heiratete 1946 Anton Knoblach, 1947 wurde Sohn Rainer geboren. Eine völlige Umkehr bedeutete 1969 ihre Krebserkrankung. In den 1970er Jahren beschäftigte sie sich mit Philosophie, sie las Platon, Nietzsche und holte alles das nach, was sie schon immer tun wollte. Nach zwei Jahren Therapie begann sie wieder zu malen.

### Entdeckung des Phantastischen Realismus
Bisher hatte Olga Knoblach-Wolff rein naturalistisch gearbeitet, jetzt entdeckte sie den Phantastischen Realismus für sich. So entstand ihr erstes eigenes Bild, der Kreislauf. Erste Gruppenausstellungen in Gemünden folgten. 1977 verstarb ihr Ehemann.

### Mitglied im Berufsverband Bildender Künstler in Nürnberg
1979 legte sie der akademischen Jury des Berufsverbandes Bildender Künstler (BBK) in Nürnberg zehn ihrer Gemälde vor. Dort gilt folgende Regel, „… aufgenommen werden freischaffende Künstler mit abgeschlossenem Akademiestudium in einer freien künstlerischen Disziplin. Autodidakten als freischaffende Künstler können durch eine Jury aufgenommen werden.“ Olga Knoblach-Wolff wurde als berufliche Kunstmalerin anerkannt, auch bot man ihr sofort die Mitgliedschaft im Berufsverband Bildender Künstler Bayerns an.

## Schaffen
Mehrere Studienreisen mit dem Verein Unterfränkischer Künstler führten sie nach Frankreich, in die Schweiz, in die europäischen Metropolen Paris, Berlin, Moskau und Wien.
- Als Höhepunkt ihres Kunstschaffens wird das Gemälde Evolution aus dem Jahr 1993 bezeichnet.
- Buchprojekte Dir sing ich Gemünden mein Lied, Marktbrääter Geschichtn und Christkind gemeinsam mit Anneliese Lussert, Gemündener Dichterin, mit Illustrationen von Olga Knoblach Wolff.
- Gestaltung des Festzuges zur 800-Jahr-Feier Langenprozelten.
- Ausstattung der 1. Scherenburgfestspiele
- Großes Wandbild für die Halle in Adelsberg, 1986.
- Bühnenbilder und Ausstattungen im Gemündener Theater Spessartgrotte von Helga Hartmann
- 1990 Gesamtausstattung des Scherenburgfestspiels Das Schlüsselfräulein.
- Vogelschau auf Gemünden im 17. Jahrhundert, 1993.
- Gemündener Türen und Tore – Impressionen und Erinnerungen in Bild und Wort. 1994.
- 1995/1996: Spessartmuseum Lohr, Zeichnungen im Auftrag des Landratsamtes, „Moritatenbuch der Spessarträuber“.

### Europabrunnen Kaisersteinbruch
Hans Michelbach war von 1982 bis 1994 erster Bürgermeister der Stadt Gemünden am Main. Er förderte die Verbindung mit dem Museums- und Kulturverein Kaisersteinbruch im Burgenland.
- Europabrunnen Kaisersteinbruch, Entwurf für das Steinrelief Deutschland-Mainfranken. Ausführung Steinmetzwerkstätte Dittmeier, 1999.[1]
- 2000/01 Zeichnungen für die Mitteilungen des Museumsvereines Kaisersteinbruch. ISBN 978-3-9504555-3-3. über Elias Hügel, den Steinmetzmeister aus Gemünden.

## Ehrungen

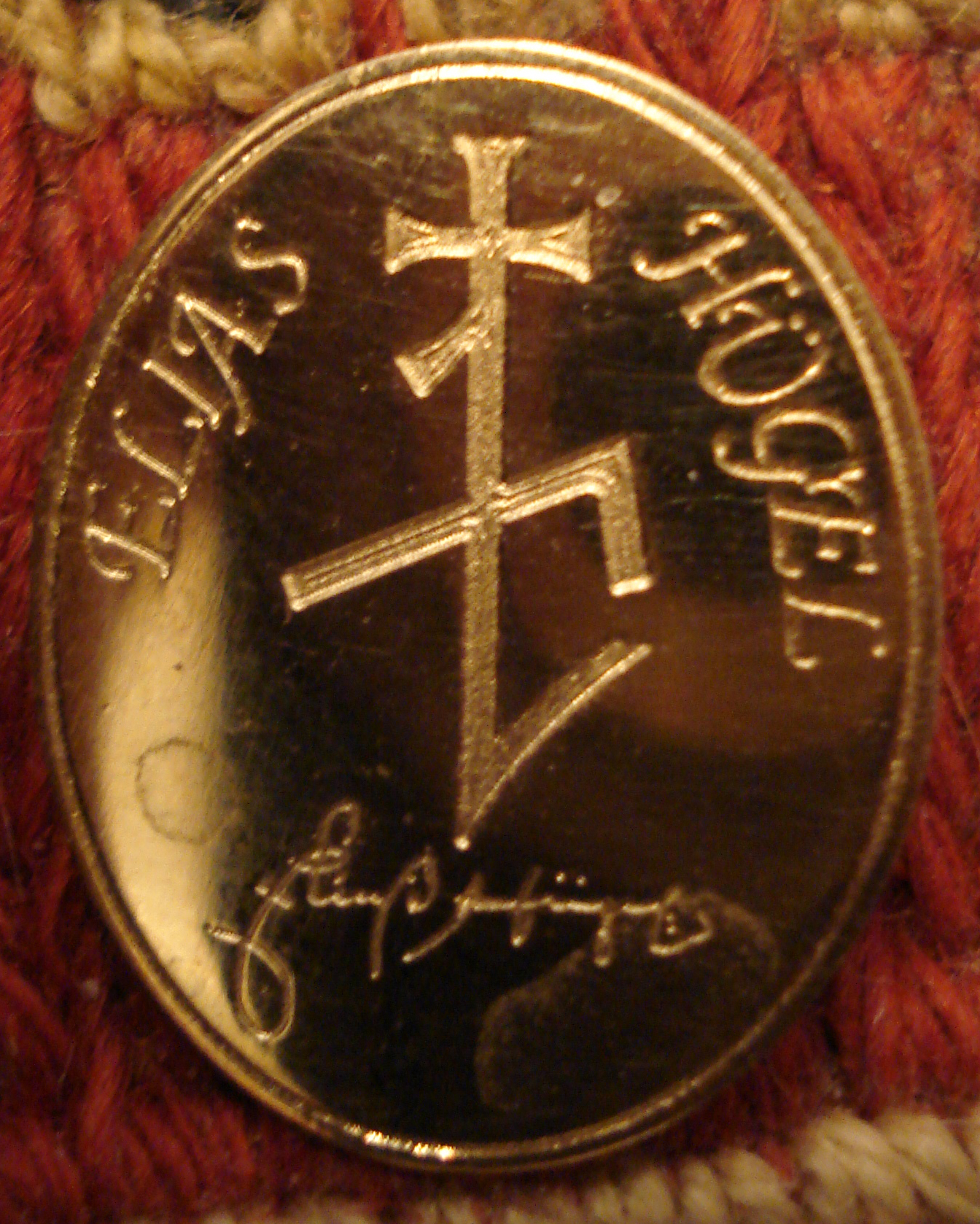
Elias Hügel-Ehrenzeichen

- 1986 und 1991: Verleihung der Ehrenmedaille der Stadt Gemünden
- 2003 Elias Hügel-Anstecknadel des Europa-Symposiums Kaisersteinbruch

## Ausstellungen (Auswahl)
- 1989: Gruppenausstellung Frauenbilder im Spitäle in Würzburg.
- Große Ausstellung in der Scherenberghalle Gemünden zum 70. Geburtstag.

Mehrere Einzelausstellungen wurden ihr im fränkischen Raum gewidmet.

### Würdigung
- Main-Spessart Ausstellung Kulturhaus Gemünden – Freitag, 9. Juni, 17.00 Uhr: „100 Jahre Olga Knoblach-Wolff“.